# .name
.name — загальний домен верхнього рівня для персональних сайтів. Домен був виділено у 2001 році, у нормальну роботу запущений у січні 2002 року. Можуть бути зареєстровані як домени другого рівня (john.name — такі реєстрації дозволені з січня 2004 року), так і третього рівня (john.doe.name). Якщо домен зареєстрований на третьому рівні, то відповідний домен другого рівня (doe.name у наведеному прикладі) вже зайнятий і не може бути зареєстрований окремо.
Домен використовується як для сайтів реальних, так і вигаданих персоналій.
У листопаді 2009 року, інтернаціоналізовані доменні імена (ІДН) стали доступними для другого і третього рівня імен іменних доменів. ІДН — доменні імена, які представлені користувальницькими додатками з рідним набором знаків місцевих мов.
Реєстрація доменного імені доступна через акредитованих ICANN реєстраторів.
Наприкінці вересня 2007 року, дослідники в галузі безпеки звинуватили Глобальний Реєстр Імен в приховуванні хакерів, шляхом стягування коштів за Whois пошук. Політика продажу детальної інформації про реєстрацію іменних доменів за 2$ була піддана критиці як перешкоджання зусиллям громади, в знаходженні і знищенні розповсюдників шкідливого ПО, зомбі і серверів управління ботнетом, розташовані в .name.